# 北海集團
北海集團（CNT Group Limited，港交所：0701），是香港上市公司，百慕達註冊，總部寫字樓在灣仔軒尼詩道338號北海中心。
徐展堂（已故）為名譽主席兼執行董事，林定波為公司主席兼執行董事，徐浩銓及徐蔭堂為執行副主席或董事總經理，徐浩銓是徐展堂的兒子，而徐蔭堂则为其弟。
北海集團的主要生意為中華製漆產品，包括膠玉磁漆、乳膠漆、油漆及地產投資等。

## 外部參考
1. ↑  2007年北海集團年報
2. ↑  .   [2016-09-10]. （原始内容存档于2016-09-20）.